# Ана Хоенштауфен
Ана Хоенштауфен (1230 – април 1307) рођена је као Констанца, била је царица Никејског царства. Констаца је ванбрачна ћерка цара Фридриха II од Светог римског царства и Бјанке Ланцио.

## Царица
Удала се за никејског цара Јована III Дуку Ватаца као део савеза између њеног оца и њеног мужа. Неки историчари сматрају да је савез резултат њиховог заједничког непријатељства према папству. Брак је склопљен 1244. године; забележено је у хроникама и Георгија Акрополита и Георгија Пахимера. Констанца је узела име Ана након удаје. Констанца је имала само 14 година, а у Никеју ју је пратила гувернанта, Маркеса дела Фрица. Према Георгију Акрополиту, гувернанта је постала љубавница цара Јована III и Анина „супарница у љубави”.
Временом је Маркиза стекле значајан утицај на двору. Нићифор Влемид ју је назвао „супарничком царицом“. Међутим, Влемидова негативна критика резултирала је покушајем његове ликвидације од стране њених следбеника. Влемид је преживео, а Маркиза је изгубила наклоност цара Јована III, који ју је отпустио са двора. Влемидов извештај је касније укључен у његову аутобиографију.

## Удовиштво
Констанца је остала царица све до смрти свог мужа 3. новембра 1254. године. Њен посинак цар Теодор II Ласкарис је наследио престо. У то време је и цар Фридрих II умро. Пахимер бележи њен боравак у Никеји током владавине цара Теодора II (1254–1258) и њеног поунука Јована IV Ласкариса (1259–1261). Алис Гарднер је сугерисала да је и даље политички корисна као талац против преосталих чланова династије Хоенштауфен, посебно њеног брата краља Манфреда од Сицилије.
Цар Јован IV је био малолетан током своје кратке владавине. Његов намесник и савладар био је цар Михаило VIII Палеолог, који је склонио цара Јована IV у страну. Након што су Никејци повратили Константинопољ и поново успоставили Византијско царство, цар Михаило VIII је свргнуо цара Јована IV и касније га ослепео. Према Пахимеру, отприлике у то време цар Михаило VIII се заљубио у царицу Ану и покушао да је ожени, али га је царица удовица одбила. Дено Геанакоплос истиче „међутим, оно што се противи Пахимеровој изјави јесте питање зашто би цар Михаило VIII, само због љубави према царици Ани, био спреман да ризикује готово сигурну екскомуникацију од стране патријарха Арсенија без стицања важне политичке користи. Михаилов циљ је био да склопи савез са краљем Манфредом, али са Анниним одбијањем, бесом сопствене жене и претњом црквене осуде од стране патријарха Арсенија, цар Михаило VIII је одустао од предлога. Добила је величанствене поклоне и дозвољено јој је да напусти нови двор и оде за Краљевину Сицилију 1263. године. Овај гест је обезбедио ослобађање Михаиловог генерала Алексија Стратигопулоса, кога је заробио епирски деспот Михаило II Комнин Дука.
Поново позната као Констанца, придружила се Манфредовом двору. Када је погинуо у бици код Беневента (1266) и наследио га је његов победнички непријатељ краљ Карло I Анжујски, царица Констанца је побегла са Сицилије у Арагон, где је њена нећака, Манфредова ћерка принцеза Констанца, била супруга престолонаследника Перeа. Остала је неко време на двору краља Ђаумеа I од Арагона, али се на крају повукла као монахиња у манастир у Валенсији, где је умрла.